# Melanchthonhuis (Wittenberg)
Het Melanchthonhuis is een renaissance woonhuis te Wittenberg. Het was van 1536 tot aan zijn overlijden in 1560 het woonhuis van de reformator en vriend van Maarten Luther, Philipp Melanchthon en is momenteel in gebruik als museum. Het Melanchthonhuis behoort tot de Luthergedenkplaatsen in Eisleben en Wittenberg, die sinds 1996 deel uitmaken van het werelderfgoed van de UNESCO.

## Geschiedenis

### Melanchthon in Wittenberg
Philipp Melanchthon werd in 1518 benoemd als hoogleraar aan de Wittenbergse universiteit. Na zijn huwelijk met Katharina Krapp op 25 november 1520 ging het echtpaar wonen op de plek waar nu Collegienstraße 62 is. Hier stond een enigszins vervallen lemen huis dat Melanchthon ook wel aanduidde als "Bude" (studentenkamer of kot).
Toen Melanchthon in 1536 dreigde Wittenberg te gaan verlaten, werd voor hem een nieuw huis gebouwd op kosten van de keurvorst Johan Frederik de Grootmoedige en de universiteit. Dit huis, het huidige Melanchthonhuis, was een gebouw van drie bouwlagen en een van de mooiste woningen van de stad. Het renaissancehuis heeft laat-gotische vensters en een getrapte gevel met rondbogen. Het huis vormde, samen met het verwerven van volledige burgerrechten, reden voor hem om in Wittenberg te blijven. Bovendien bood de extra kamerruimte Melanchthon de mogelijkheid om studenten als betalende kostgangers in huis te nemen. Later werd een zijvleugel aan het huis toegevoegd met daarin een poort. Al in 1556 werd het pand aangesloten op een leidingenstelsel, zodat het over stromend water kon beschikken.

### Geschiedenis van het gebouw
Na Melanchthons overlijden op 19 april 1560 zouden de aan de straatzijde gelegen woon- en slaapkamer zwart zijn geverfd. Het huis bleef verder in gebruik bij de universiteit als professorenwoning. In 1810 werden de woon-, studeer- en sterfkamer van Melanchthon hersteld en geopend voor bezoekers. In 1897 kocht de staat Pruisen het gebouw en liet het renoveren. Hierbij werden onder andere op de tweede verdieping wandschilderingen ontdekt met wapens van studenten. De wandschilderingen in de sterfkamer waren nog maar fragmentarisch aanwezig en men besloot deze te vervangen door een imitatie en ze verder aan te vullen. Ook werd een venster gemaakt met middeleeuwse ronde glasschijven. Hiermee had het interieur grotendeels zijn huidige uiterlijk gekregen.

## Museum
In 1954 werd het gebouw na een grondige renovatie overgedragen aan de stad Wittenberg, die in het gebouw een lokaal historisch museum vestigde. In 1967 werd door de stedelijke cultuurafdeling begonnen met de opbouw van een museum dat speciaal gewijd zou worden aan het leven en werken van Philipp Melanchthon. Toen werd ook de renaissancetuin achter het huis aangelegd. Vanaf 1983 werd het Melanchthonhuis steeds meer een tegenhanger van het Lutherhuis doordat het vooral het Humanisme van Melanchthon centraal stelde. Vanwege zijn lesboeken en schoolordes is hij ook wel bekend als de Praeceptor Germaniae, de leraar van Duitsland. In 1997 werd na een nieuwe sanering een vaste opstelling ingericht onder Melanchthons motto Ad fontes (terug naar de bronnen). Een groot aantal boeken, prenten en schilderijen geeft een beeld van het leven van de reformator.